# Суэйн, Эдмунд Гилл
Эдмунд Гилл Суэйн (англ. Edmund Gill Swain; 19 февраля 1861, Стокпорт — 29 января 1938, Питерборо) — английский писатель, священник Кингс-Колледжа, писавший в жанре «история с привидениями».
Учился в Манчестерской средней школе (en:Manchester Grammar School), позже в Кембриджском университете. В 1892 году стал священником Кингс-Колледжа (Кембриджский университет). Позже был проктором и помощником секретаря Кембриджского университета. С 1916 года был приходским священником Гринфорда (Мидлсекс), c 1923 года и до 1931 года был младшим каноником и библиотекарем Собора в Питерборо.
В 1912 году вышел сборник Суэйна «Рассказы о Призраке Мельничного Жернова» (англ. «Stoneground Ghost Tales»), причём по договору с издателем Суэйн оплачивал 70 % стоимости издания книги. В 1932 году опубликовал исследование «История собора в Питерборо» (англ. «The Story Of Peterborough Cathedral»).
Дружил с М. Р. Джеймсом, с которым Суэйн познакомился, когда был священником Кингс-Колледжа. М. Р. Джеймс навещал Суэйна, когда тот работал библиотекарем в Питерборо, Суэйн посвятил Джеймсу свои «Рассказы о Призраке Мельничного Жернова».

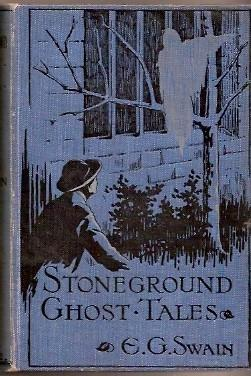
Обложка первого издания «Рассказов о Призраке Мельничного Жернова» (1912)

Содержание сборника «Рассказы о Призраке Мельничного Жернова»:
- The Man with the Roller
- Bone to His Bone
- The Richpins
- Восточное окно / The Eastern Window
- Lubrietta
- The Rockery
- Индийский абажур / The Indian Lamp-shade
- The Place of Safety
- Церковное привидение / The Kirk Spook